# Metropolia Stanów Zjednoczonych, Kanady i Australii
Metropolia Stanów Zjednoczonych, Kanady i Australii – jedna z eparchii Bułgarskiego Kościoła Prawosławnego, z siedzibą w Nowym Jorku.

## Historia
Pierwsza znacząca fala bułgarskich imigrantów przybyła do Ameryki w 1903 r. w następstwie nieudanego powstania w Macedonii, którego celem było obalenie rządów tureckich (zob. Republika Kruszewska). W 1907 r. w Madison w stanie Illinois utworzono pierwszą bułgarską parafię prawosławną pod wezwaniem Świętej Trójcy.
Początkowo bułgarskie parafie prawosławne (m.in. w Madison, Granite City) podlegały eparchii aleuckiej i północnoamerykańskiej Kościoła rosyjskiego, jednak w 1921 r.  Kościół bułgarski bez zgody wymaganej prawem kanonicznym objął kierownictwo nad bułgarską misją prawosławną.
W 1937 lub 1938 r. Synod Kościoła Bułgarii utworzył bułgarską diecezję Ameryki, a biskup Andrzej (Petkow) został jej pierwszym administratorem. Po II wojnie światowej diecezja została wciągnięta w konflikty polityczne w Bułgarii, w której rządy objęli komuniści uzależnieni od Związku Radzieckiego. Konflikty między duchowieństwem a świeckimi doprowadziły do rozłamu w parafiach. Od 1964 r. istniały dwie rywalizujące ze sobą diecezje w Stanach Zjednoczonych, obie nazywające siebie „bułgarskimi prawosławnymi”. Pierwsza nadal była kierowana przez biskupa Andrzeja (Petkowa), który podporządkował się Synodowi Bułgarskiego Kościoła Prawosławnego w Sofii, mimo wcześniejszego nieuznawania elekcji biskupa Andrzeja w l. 1947-1963. Druga – kierowana przez biskupa Cyryla (Jonczewa) i kładąca nacisk na stanowisko antykomunistyczne – początkowo dołączyła do Rosyjskiego Kościoła Prawosławnego poza granicami Rosji, a później (1976) połączyła się z Kościołem Prawosławnym w Ameryce, stając się bułgarską diecezją toledańską. Obie bułgarskie diecezje prawosławne istnieją w Ameryce Północnej do dnia dzisiejszego.
Podległa Bułgarskiemu Kościołowi Prawosławnemu diecezja amerykańska została podzielona na trzy eparchie: nowojorską (1969–1989), akrońską – z siedzibą w Akron  (1969–1989) – i detroicką – z siedzibą w Detroit (1969–1972).
18 grudnia 1989 r. Synod Bułgarskiego Kościoła Prawosławnego podjął decyzję o połączeniu diecezji amerykańskich, a także bułgarskojęzycznych wspólnot prawosławnych w Australii w jedną metropolię. Metropolita Józef (Bosakow) został wybrany ordynariuszem metropolii USA, Kanady i Australii.
W 2000 r. diecezja zwróciła się do Synodu Bułgarskiego Kościoła Prawosławnego o zezwolenie na posługę księży spoza Bułgarii. Prośba została zaakceptowana, otwierając drogę do przyłączenia się do diecezji wielu amerykańskich duchownych i parafii prawosławnych. Większość parafii bułgarskiej diecezji stosuje juliański kalendarz kościelny.

## Biskupi
Metropolici Nowego Jorku:
- Andrzej (Petkow) (26 lutego 1938 – 9 sierpnia 1972): jako administrator z tytułem biskupa welickiego (26 lutego 1938 – 30 czerwca 1948), jako metropolita amerykański i australijski (4 lipca 1963 – 1969), jako metropolita nowojorski (1969 – 9 sierpnia 1972)
- Józef (Dikow)(inne języki) (17 grudnia 1972 – 4 września 1987), wcześniej ordynariusz eparchii akrońskiej i jednocześnie eparchii detroickiej (4 lipca 1969 – 17 grudnia 1972)
- Gelazy (Michajłow) (2 grudnia 1987 – 19 grudnia 1989 jako metropolita nowojorski)
- Józef (Bosakow) (od 19 grudnia 1989 jako metropolita amerykański, kanadyjski i australijski), wcześniej ordynariusz eparchii akrońskiej (1 kwietnia 1983 – 19 grudnia 1989, od 17 kwietnia 1986 jako metropolita akroński)

Pozostali biskupi ordynariusze i biskupi pomocniczy:
- Symeon (Kostadinow) – biskup akroński (14 stycznia 1973 – 1979)
- Domecjan (Topuzlijew) – biskup akroński (1979 – 1 kwietnia 1983)
- Daniel (Nikołow) – wikariusz metropolii Stanów Zjednoczonych, Kanady i Australii z tytułem biskupa dragowityjskiego (2011 – 4 lutego 2018[5])

## Parafie
Metropolia liczy 36 parafii: 27 w USA (w tym skit Maksyma Wyznawcy w Palmyrze), 7 w Kanadzie i 2 w Australii (Melbourne, Adelaide).